# Emil Goeldi

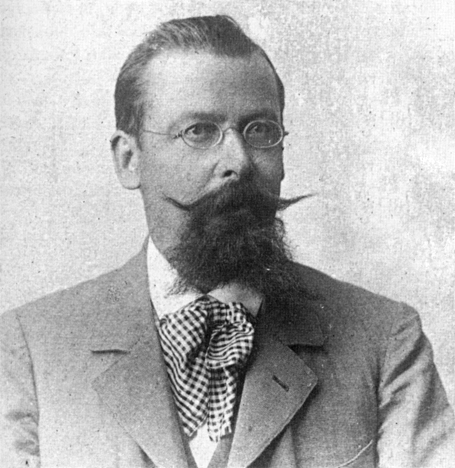
Emil Goeldi, 1895

Emil August Goeldi (* 28. August 1859 in Schlatt (Nesslau), St. Gallen; † 5. Juli 1917 in Zürich) war ein Schweizer Naturforscher und hauptsächlich in Brasilien tätig. Dort ist er unter dem Namen Emílio Goeldi bekannt. Das Museu Paraense Emílio Goeldi in Belém trägt seinen Namen.

## Leben

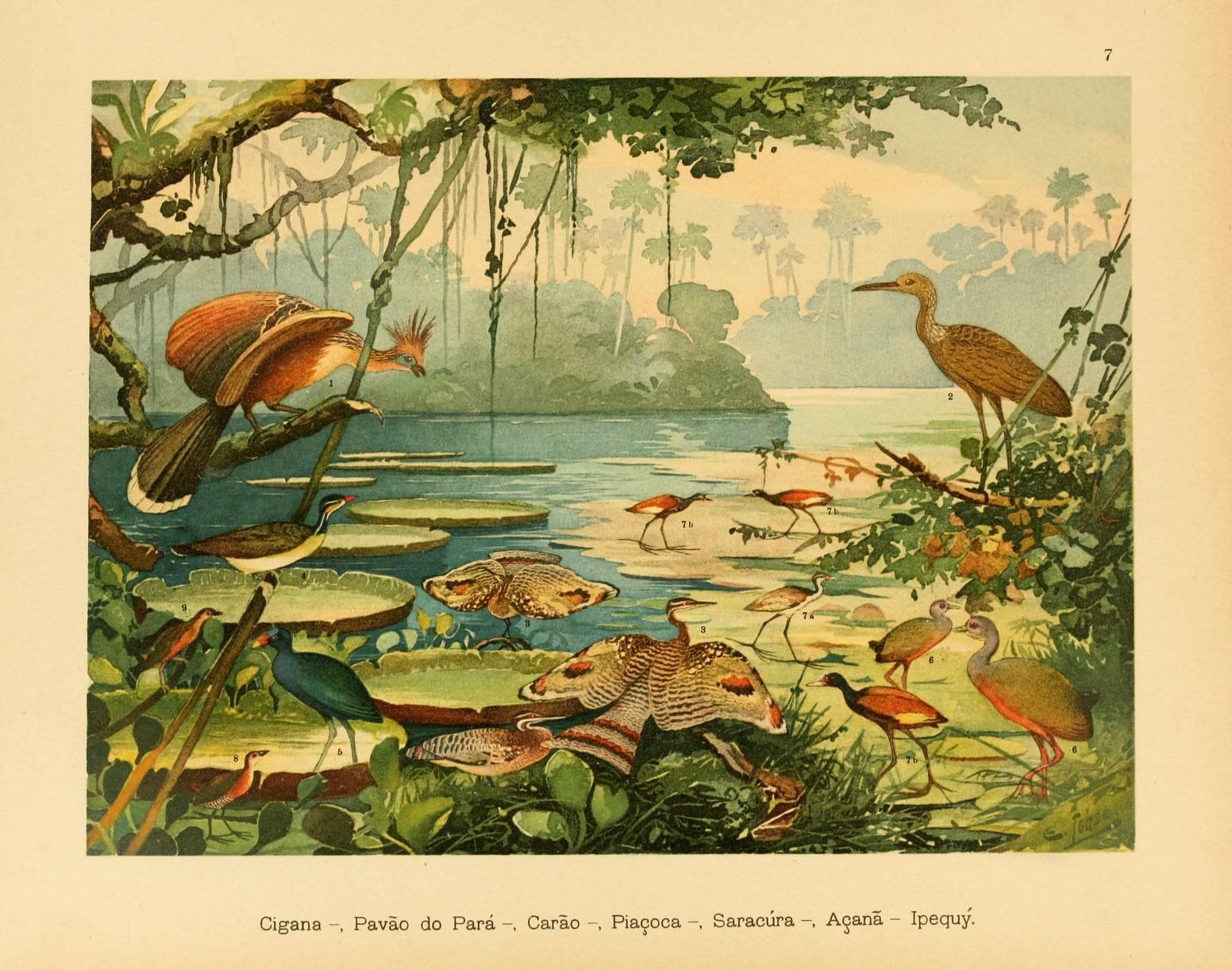
Beispiel aus dem Album de Aves amazônicas, organisiert von Dr. Emilio A. Goeldi (1900) und illustriert von Ernesto Lohse

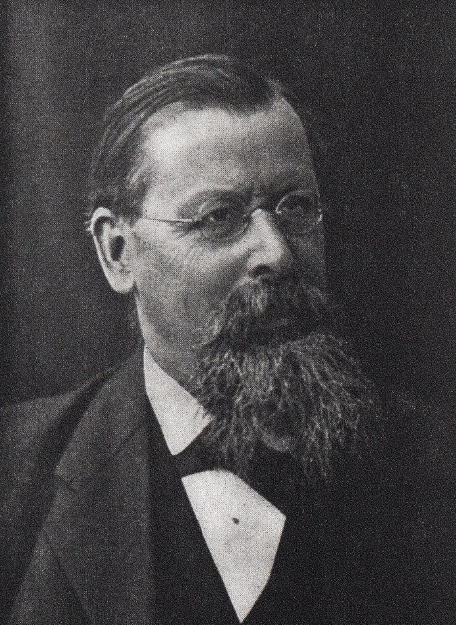
Emil Goeldi, 1910

Emil Goeldi wurde als Sohn des Lehrers Johann Göldi und der Anna Margretha, geborene Kunz, am 28. August 1859 in Schlatt in der Gemeinde Nesslau geboren. Sein Vater war Gymnasiallehrer in Heiden. Er bestand die Matura in Schaffhausen und besuchte anschliessend das Lehrerseminar in Peseux. Dann folgte das Studium der Zoologie in Neuenburg, Neapel, Leipzig und Jena. Er war ein Schüler von Ernst Haeckel. In Jena legte er eine Dissertation zur vergleichenden und entwicklungsgeschichtlichen Betrachtung dreier europäischer Panzerfische vor. Damit bekannte er sich zur Evolutionstheorie.
1880 siedelte er aus der Schweiz ins Kaiserreich Brasilien. Er arbeitete von 1884 bis 1889 am Museu Nacional in Rio de Janeiro, wo er als Professor und Konservator tätig war. Im Mai 1889 heiratete er Adeline Meyer, die Tochter eines Liestaler Kaufmanns in Rio de Janeiro. Mit ihr hatte er sieben Kinder.
Nach dem Sturz der Monarchie 1898 führte er private Forschung auf dem Landgut Colonia Alpina Therezópolis seines Schwiegervaters durch. Auf Einladung des Gouverneurs von Pará, Lauro Sodré, übernahm er die Leitung des 1866 gegründete Museums für Naturkunde und Volkskunde des Bundesstaates Pará in Belém. Er reorganisierte das damals vernachlässigte Museum und machte es zu einem anerkannten Forschungszentrum für die Amazonasregion. Es gelang ihm, auch Jacques Huber und Emilie Snethlage an das Institut zu holen. Die Institution trägt heute seinen Namen: Museu Paraense Emílio Goeldi.
1895 entdeckte er auf einer Expedition die Höhlengräber eines ausgestorbenen indigenen Volkes. 1895 gründete er den Parque Zoobotânico in Belém, der zu Bildungs- und Erholungszwecken Exemplare der regionalen Flora und Fauna zeigte. Goeldi ist bekannt für seine Studien von brasilianischen Vögeln und Säugetieren. Er engagierte sich auch für die Bekämpfung tropischer Krankheiten. So liess er das Museum die wichtigsten Malariamücken des Amazonasbeckens identifizieren sowie deren Reproduktionszyklen beschreiben, um das Gelbfieber, die Malaria und Filariose zu bekämpfen.
Goeldi erkrankte selbst mehrmals an Malaria. Sein Luzerner Kollege Max Käch, der ihn als Geologe begleitet hatte, starb an Gelbfieber. Goeldi machte weiter. Auch als ihm ein Piranha auf einer Flussfahrt in die Hand biss und sich eine Entzündung bildete, war er so kaltblütig, sich den Finger selbst abzuschneiden. Nach eigenen Angaben arbeitete er täglich von fünf Uhr morgens bis Mitternacht, für jede Mahlzeit gönnte er sich lediglich eine Pause von 30 Minuten.
Als eines seiner Kinder erkrankte und er selber erschöpft war, entschied er sich 1905, in die Schweiz zurückzukehren. Er erhielt eine Professur in Bern. Er zählte zu den Gründern der Schweizerischen Gesellschaft für Vogelkunde und Vogelschutz und versuchte, die Jagd auf Amazonasreiher, deren Federn die Modeindustrie nachfragte, zu beenden. Emil Goeldi starb an einem Herzinfarkt. Nach seinem Tod reiste seine Frau mit den Kindern zurück nach Brasilien.

## Wissenschaftlicher Beitrag
Goeldi hat für Museen über 13'000 Tiere gesammelt, die auf die verschiedensten Weisen konserviert wurden. Darunter sind zahlreiche Neubeschreibungen, Tierarten die er neu entdeckte. Er gewann den bekannten Maler Ernesto Lohse, der das Milieu des Amazonas bestens kannte, für Illustrationen seiner wissenschaftlichen Beiträge. Der grösste, noch erhaltene Teil der Sammlung befindet sich im Naturhistorischen Museum Bern (Schweiz). Er hinterliess über 230 Publikationen, darunter in dem von ihm gegründeten Boletim do Museu Paraense Emílio Goeldi.
Goeldi hat auch als Vermittler im franko-brasilianischen Grenzstreit in Amapá und Französisch-Guayana (das Gebiet des Contestado/Contesté) eine entscheidende Rolle gespielt und für Brasilien eine vorteilhafte Lösung erwirkt. Es war ihm gelungen, dass Frankreich und Brasilien einwilligten, die Frage von einem Schiedsgericht entscheiden zu lassen. Für die Funktion des Schiedsgerichts konnte der Eidgenössische Bundesrat gewonnen werden.

## Werke
- Göldi - Göldli - Göldlin. Beitrag zur Kenntnis der Geschichte einer schweizerischen Familie. Zürich: Polygraphisches Institut 1902. (Digitalisat).
- Die Tierwelt der Schweiz in der Gegenwart und in der Vergangenheit. Band I. Wirbeltiere. Bern: Francke 1914. (Digitalisat).
- Naturwunder der Insel Marajó im Amazonenstrom, Teil 1. In: Die Schweiz 4 (1900), doi:10.5169/seals-575338#694, S. 546–551.
- Naturwunder der Insel Marajó im Amazonenstrom, Teil 2. In: Die Schweiz 4 (1900), doi:10.5169/seals-575565#748, S. 559–592.
- Über ein interessantes, neues Hirsch-Geweih aus Süd-Amerika und über die geographischen Verbreitung der Familie der Hirsche (Cerviden) in Süd-Amerika im Allgemeinen. In: Mitteilung der Naturforschenden Gesellschaft in Bern 1912 (1913), doi:10.5169/seals-319231#360, S. 284–300.